# Кожай-Андреево
Кожай-Андреево (баш. Кожай-Андреев) — село в Туймазинском районе Республики Башкортостан Российской Федерации. Входит в состав Каратовского сельсовета. 

## География

### Географическое положение
Расстояние до:
- районного центра (Туймазы): 45 км,
- центра сельсовета (Каратово): 7 км,
- ближайшей ж/д станции (Туймазы): 45 км.

## Население
| 2002 | 2009 | 2010 |
| ---- | ---- | ---- |
| 44   | ↘24  | ↗25  |

Национальный состав
Согласно переписи 2002 года, преобладающая национальность — эрзяне(мордва) (91 %).